# Johan Boberg
Johan Boberg, född 5 november 1971 i Stockholm, är en svensk tonsättare och musiker. Han har studerat komposition för Fredrik Högberg 1990-1992 och Johan Hammerth 1993, elektroakustisk komposition vid EMS i Stockholm 1996-2001 samt deltagit i Karlheinz Stockhausens kompositionskurs 2001.
Bobergs musik har i Sverige framförts på Fylkingen, Kulturhuset och Moderna museet och utomlands i England, Polen, Italien och Mexiko.
Johan Boberg var ordförande för VEMS (Föreningen för de verksamma vid EMS) 2004-2006. Han har bidragit med artiklar i tidskriften Nutida Musik.

## Verk
- 8151152415815512121219418156103133315531 - slagverksensemble (1990)
- Neptunus - flöjtsolo (1991/1992)
- Pole Star - kör, flöjt, slagverk (1993)
- Lunely - piano duo (1993)
- Circle - liten ensemble (1994)
- Rakish - flöjt, oboe, klarinett, basklarinett, fagott (1994)
- Trio - vibrafon, harpa, piano, viola (1995)
- Konstellation - flöjtsolo och pianosolo, Neptunus omarbetad (1995)
- Les études électroniques - elektronisk (1997-2002)
- Centurion - elektronisk (2001)
- Ambience - elektronisk (2002)
- Transience - elektronisk (2002)
- Phemios A - elektronisk (2002)
- Phemios B - live elektronisk (2003)
- Buddhatone – instrumenteringen ej specificerad (2004) A4 projekt för The Great Learning Orchestra
- Dagg - elektronisk (2004)
- Nattfjäril/The Nightfly - elektronisk (2005)
- The Ocean/Meditation - synthesizrar, radio och tape (2005)
- Convergence - elektronisk (2001/2005)
- 4am - elgitarrer, tape (2006)
- Hypnotic - synthesizer (2006)
- Subways - elektronisk (2006)
- Arf Arf - synthesizer (2007)
- The Black Tattoo - synthesizer (2007)